# Frank Thevissen
Frank Thevissen (1962) is doctor in de communicatiewetenschappen en was tot 2008 als hoofddocent strategische communicatie verbonden aan de Vrije Universiteit Brussel.
Thevissen werd geboren in 1962. Van 1982 tot 1986 studeerde hij communicatiewetenschappen aan de VUB. Van september  1987 en tot februari 2008 doceerde hij er marketing en communicatie: eerst als gewoon docent en vanaf 2002 als hoofddocent strategische communicatie. Vanuit het centrum voor POlitieke en Electorale MarketingAnalyse (POEMA) werkte hij mee aan het controversiële programma De Stemmenkampioen, In 2008 werd hij ontslagen op basis van twee opeenvolgende negatieve evaluaties.
Sindsdien is hij onafhankelijk media-, communicatie- en marketingexpert. Hij schrijft columns voor het rechts-Vlaamsgezinde Doorbraak.be en is auteur van enkele werken die de "onafhankelijkheid en integriteit van de gevestigde media" in twijfel trekken.  Op zijn persoonlijke Youtubekanaal publiceert hij videomontages waarin hij "mediakritiek" levert.
| Jaar | Titel | Uitgeverij            | ISBN          | genre | Opmerkingen         |
| ---- | --- | --------------------- | ------------- | ----- | ------------------- |
| 1994 | Politieke marketing en communicatie, politieke marketingstrategieën en de impact van electorale campagnes op het kiesgedrag | VUB Press             | 90 5487 059 1 |       |                     |
| 2008 | Het spook van 68, de ontsporing van een ideaal                                                                              | Pelckmans             |               |       | met Gust De Meyer   |
| 2009 | Media & Journalistiek in Vlaanderen: kritisch doorgelicht                                                                   | Van Halewyck          | 9789056179571 |       | met Johan Sanctorum |
| 2010 | De vierde onmacht, journalisten, politici en critici over media en journalistiek                                            | Van Halewyck          | 9789461310231 |       |                     |
| 2011 | Het is maar een peiling, opiniepeilingen in de media: van wetenschap tot wichelarij?                                        | Pelckmans             |               |       |                     |
| 2017 | Nepnieuws, achter de schermen van de constructieve journalistiek                                                            | Het laatste woord vof | 9789492639011 |       |                     |